# Liste des U-Boote de la Seconde Guerre mondiale U-251 à U-500
La liste des U-Boote de la Seconde Guerre mondiale U-251 à U-500  est l'inventaire des sous-marins allemands utilisés par la Kriegsmarine pendant la Seconde Guerre mondiale.
La mise en service de ces U-Boote s'échelonne de 1941 à 1944.

NB: U-Boote est le pluriel de U-Boot en allemand.
La liste suivante est triée par numéro de désignation officielle des U-Boote.

## Légendes
- †  = Détruit par l'ennemi
- ?  = Disparu
- §  = Rendu à l'ennemi ou capturé
- ×  = Accident ou coulé
- R  = Retiré du service (mis à la casse, démolition ou autre opération)

## U-251 à U-300
| Désignation | Type    | Mis en service    | Mis hors service    |
| ----------- | ------- | ----------------- | ------------------- |
| U-251       | VII C   | 20 septembre 1941 | † 19 avril 1945     |
| U-252       | VII C   | 4 octobre 1941    | † 14 avril 1942     |
| U-253       | VII C   | 21 octobre 1941   | † 25 septembre 1942 |
| U-254       | VII C   | 8 novembre 1941   | × 8 décembre 1942   |
| U-255       | VII C   | 29 novembre 1941  | × 8 mai 1945        |
| U-256       | VII C   | 18 décembre 1941  | R 18 octobre 1944   |
| U-257       | VII C   | 14 janvier 1942   | † 24 février 1944   |
| U-258       | VII C   | 4 février 1942    | † 20 mai 1944       |
| U-259       | VII C   | 18 février 1942   | † 15 novembre 1942  |
| U-260       | VII C   | 14 mars 1942      | † 14 mars 1945      |
| U-261       | VII C   | 28 mars 1942      | † 15 septembre 1942 |
| U-262       | VII C   | 15 avril 1942     | × 2 avril 1945      |
| U-263       | VII C   | 6 mai 1942        | † 20 janvier 1944   |
| U-264       | VII C   | 22 mai 1942       | † 19 février 1944   |
| U-265       | VII C   | 6 juin 1942       | † 3 février 1944    |
| U-266       | VII C   | 24 juin 1942      | † 15 mai 1943       |
| U-267       | VII C   | 11 juillet 1942   | × 4 mai 1945        |
| U-268       | VII C   | 29 juillet 1942   | † 19 février 1943   |
| U-269       | VII C   | 19 août 1942      | † 25 juin 1944      |
| U-270       | VII C   | 5 septembre 1942  | † 13 août 1944      |
| U-271       | VII C   | 23 septembre 1942 | † 28 janvier 1944   |
| U-272       | VII C   | 7 octobre 1942    | × 12 novembre 1942  |
| U-273       | VII C   | 21 octobre 1942   | † 19 mai 1943       |
| U-274       | VII C   | 7 novembre 1942   | † 23 octobre 1943   |
| U-275       | VII C   | 25 novembre 1942  | † 10 mars 1945      |
| U-276       | VII C   | 9 décembre 1942   | R 29 septembre 1944 |
| U-277       | VII C   | 21. Dezember1942  | † 1er mai 1944      |
| U-278       | VII C   | 16 janvier 1943   | R 8 mai 1945        |
| U-279       | VII C   | 3 février 1943    | † 4 octobre 1943    |
| U-280       | VII C   | 13 février 1943   | † 16 novembre 1943  |
| U-281       | VII C   | 27 février 1943   | R 8 mai 1945        |
| U-282       | VII C   | 13 mars 1943      | † 29 octobre 1943   |
| U-283       | VII C   | 31 mars 1943      | † 11 février 1944   |
| U-284       | VII C   | 14 avril 1943     | × 21 décembre 1943  |
| U-285       | VII C   | 15 mai 1943       | † 15 avril 1945     |
| U-286       | VII C   | 5 juin 1943       | † 29 avril 1945     |
| U-287       | VII C   | 22 septembre 1943 | † 16 mai 1945       |
| U-288       | VII C   | 26 juin 1943      | † 3 avril 1944      |
| U-289       | VII C   | 10 juillet 1943   | † 31 mai 1944       |
| U-290       | VII C   | 24 juillet 1943   | × 4 mai 1945        |
| U-291       | VII C   | 4 août 1943       | R 8 mai 1945        |
| U-292       | VII C41 | 25 août 1943      | † 27 mai 1944       |
| U-293       | VII C41 | 8 septembre 1943  | R 8 mai 1945        |
| U-294       | VII C41 | 4 octobre 1943    | R 8 mai 1945        |
| U-295       | VII C41 | 20 octobre 1943   | R 8 mai 1945        |
| U-296       | VII C41 | 3 novembre 1943   | ? 12 mars 1945      |
| U-297       | VII C41 | 17 novembre 1943  | † 6 décembre 1944   |
| U-298       | VII C41 | 1er décembre 1943 | R 8 mai 1945        |
| U-299       | VII C41 | 15 décembre 1943  | R 8 mai 1945        |
| U-300       | VII C41 | 29 décembre 1943  | † 22 février 1945   |

## U-301 à U-350
| Désignation | Type    | Mis en service            | Mis hors service                                        |
| ----------- | ------- | ------------------------- | ------------------------------------------------------- |
| U-301       | VII C   | 9 mai 1942                | † 21 janvier 1943                                       |
| U-302       | VII C   | 16 juin 1942              | † 6 avril 1944                                          |
| U-303       | VII C   | 7 juillet 1942            | † 21 mai 1943                                           |
| U-304       | VII C   | 5 août 1942               | † 28 mai 1943                                           |
| U-305       | VII C   | 17 septembre 1942         | † 17 janvier 1944                                       |
| U-306       | VII C   | 21 octobre 1942           | † 31 octobre 1943                                       |
| U-307       | VII C   | 18 novembre 1942          | † 29 avril 1945                                         |
| U-308       | VII C   | 23 décembre 1942          | † 4 juin 1943                                           |
| U-309       | VII C   | 27 janvier 1943           | † 16 février 1945                                       |
| U-310       | VII C   | 24 février 1943           | § 8 mai 1945                                            |
| U-311       | VII C   | 23 mars 1943              | † 22 avril 1944                                         |
| U-312       | VII C   | 21 avril 1943             | § 8 mai 1945                                            |
| U-313       | VII C   | 20 mai 1943               | § 8 mai 1945                                            |
| U-314       | VII C   | 9 juin 1942               | † 30 janvier 1944                                       |
| U-315       | VII C   | 7 juillet 1942            | R 1er mai 1945                                          |
| U-316       | VII C   | 5 août 1942               | × 2 mai 1945                                            |
| U-317       | VII C41 | 23 octobre 1943           | † 26 juin 1944                                          |
| U-318       | VII C41 | 13 novembre 1943          | § 8 mai 1945                                            |
| U-319       | VII C41 | 4 décembre 1943           | † 15 juillet 1944                                       |
| U-320       | VII C41 | 30 décembre 1943          | † 8 mai 1945 × 10 mai 1945                              |
| U-321       | VII C41 | 20 janvier 1944           | † 2 avril 1945                                          |
| U-322       | VII C41 | 5 février 1944            | † 25 novembre 1944                                      |
| U-323       | VII C41 | 2 mars 1944               | × 3 mai 1945                                            |
| U-324       | VII C41 | 5 avril 1944              | § 8 mai 1945                                            |
| U-325       | VII C41 | 6 mai 1944                | † 7 avril 1945                                          |
| U-326       | VII C41 | 6 juin 1944               | † 25 avril 1945                                         |
| U-327       | VII C41 | 18 juillet 1944           | † 27 février 1945                                       |
| U-328       | VII C41 | 19 septembre 1944         | § 8 mai 1945                                            |
| U-329       | VII C41 | Commandé le 16 juillet 42 | Suspendu le 30 septembre 1943 Annulé le 22 juillet 1944 |
| U-330       | VII C41 | Commandé le 16 juillet 42 | Suspendu le 30 septembre 1943 Annulé le 22 juillet 1944 |
| U-331       | VII C   | 31 mars 1941              | † 17 novembre 1942                                      |
| U-332       | VII C   | 7 juin 1941               | † 29 avril 1943                                         |
| U-333       | VII C   | 25 août 1941              | † 31 juillet 1944                                       |
| U-334       | VII C   | 9 octobre 1941            | † 14 juin 1943                                          |
| U-335       | VII C   | 17 décembre 1941          | † 3 août 1942                                           |
| U-336       | VII C   | 14 février 1942           | † 5 octobre 1943                                        |
| U-337       | VII C   | 6 mai 1942                | ? 15 janvier 1943                                       |
| U-338       | VII C   | 4 avril 1942              | ? 21 septembre 1943                                     |
| U-339       | VII C   | 25 août 1942              | × 3 mai 1945                                            |
| U-340       | VII C   | 16 octobre 1942           | † 2 novembre 1943                                       |
| U-341       | VII C   | 28 novembre 1942          | † 19 septembre 1943                                     |
| U-342       | VII C   | 12 janvier 1943           | † 17 avril 1944                                         |
| U-343       | VII C   | 18 février 1943           | † 10 mars 1944                                          |
| U-344       | VII C   | 26 mars 1943              | † 22 août 1944                                          |
| U-345       | VII C   | 4 mai 1943                | † 13 décembre 1943                                      |
| U-346       | VII C   | 7 juin 1943               | × 20 septembre 1943                                     |
| U-347       | VII C   | 7 juillet 1943            | † 17 juillet 1944                                       |
| U-348       | VII C   | 10 août 1943              | † 30 mars 1945                                          |
| U-349       | VII C   | 8 septembre 1943          | × 5 mai 1945                                            |
| U-350       | VII C   | 7 octobre 1943            | † 30 mars 1945                                          |

## U-351 à U-400
| Désignation | Type  | Mis en service         | Mis hors service                                 |
| ----------- | ----- | ---------------------- | ------------------------------------------------ |
| U-351       | VII C | 20 juin 1941           | × 5 mai 1945                                     |
| U-352       | VII C | 28 août 1941           | † 9 mai 1942                                     |
| U-353       | VII C | 31 mars 1942           | † 16 octobre 1942                                |
| U-354       | VII C | 22 avril 1942          | † 24 août 1944                                   |
| U-355       | VII C | 29 octobre 1941        | ? 1er avril 1944                                 |
| U-356       | VII C | 20 décembre 1941       | † 27 décembre 1942                               |
| U-357       | VII C | 18 juin 1942           | † 16 décembre 1942                               |
| U-358       | VII C | 15 août 1942           | † 1er mars 1944                                  |
| U-359       | VII C | 5 octobre 1942         | † 26 juillet 1943                                |
| U-360       | VII C | 12 novembre 1942       | † 2 avril 1944                                   |
| U-361       | VII C | 18 décembre 1942       | † 17 juillet 1944                                |
| U-362       | VII C | 4 février 1943         | † 5 septembre 1944                               |
| U-363       | VII C | 18 mars 1943           | § 8 mai 1945                                     |
| U-364       | VII C | 3 mai 1943             | † 31 janvier 1944                                |
| U-365       | VII C | 8 juin 1943            | † 13 décembre 1944                               |
| U-366       | VII C | 16 juillet 1943        | † 5 mars 1944                                    |
| U-367       | VII C | 27 août 1943           | † 13 mars 1945                                   |
| U-368       | VII C | 7 janvier 1944         | § 8 mai 1945                                     |
| U-369       | VII C | 15 octobre 1943        | § 8 mai 1945                                     |
| U-370       | VII C | 19 novembre 1943       | × 5 mai 1945                                     |
| U-371       | VII C | 15 mars 1941           | † 4 mai 1944                                     |
| U-372       | VII C | 19 avril 1941          | † 4 août 1942                                    |
| U-373       | VII C | 22 mai 1941            | † 8 juin 1944                                    |
| U-374       | VII C | 21 juin 1941           | † 12 janvier 1942                                |
| U-375       | VII C | 19 juillet 1941        | † 30 juillet 1943                                |
| U-376       | VII C | 21 août 1941           | ? 13 avril 1943                                  |
| U-377       | VII C | 2 octobre 1941         | † 15 janvier 1944                                |
| U-378       | VII C | 30 octobre 1941        | † 20 octobre 1943                                |
| U-379       | VII C | 29 novembre 1941       | † 8 août 1942                                    |
| U-380       | VII C | 22 décembre 1941       | † 11 mars 1944                                   |
| U-381       | VII C | 25 février 1942        | ? 19 mai 1943                                    |
| U-382       | VII C | 25 avril 1942          | † 23 janvier 1945                                |
| U-383       | VII C | 6 juin 1942            | † 1er août 1943                                  |
| U-384       | VII C | 18 juillet 1942        | † 19 mars 1943                                   |
| U-385       | VII C | 29 août 1942           | † 11 août 1944                                   |
| U-386       | VII C | 10 octobre 1942        | † 19 février 1944                                |
| U-387       | VII C | 24 novembre 1942       | † 9 décembre 1944                                |
| U-388       | VII C | 31 décembre 1942       | † 20 juin 1943                                   |
| U-389       | VII C | 6 février 1943         | † 4 octobre 1943                                 |
| U-390       | VII C | 13 mars 1943           | † 5 juillet 1944                                 |
| U-391       | VII C | 24 avril 1943          | † 13 décembre 1943                               |
| U-392       | VII C | 29 mai 1943            | † 16 mars 1944                                   |
| U-393       | VII C | 3 juin 1943            | † 4 mai 1945                                     |
| U-394       | VII C | 7 août 1943            | † 2 septembre 1944                               |
| U-395       | VII C | Construction non finie | † Détruit par un bombardement le 29 juillet 1943 |
| U-396       | VII C | 16 octobre 1943        | ? 23 avril 1945                                  |
| U-397       | VII C | 20 novembre 1943       | × 5 mai 1945                                     |
| U-398       | VII C | 18 décembre 1943       | ? 17 mai 1945                                    |
| U-399       | VII C | 22 janvier 1944        | † 26 mars 1945                                   |
| U-400       | VII C | 18 mars 1944           | † 17 décembre 1944                               |

## U-401 à U-450
| Désignation | Type  | Mis en service    | Mis hors service    |
| ----------- | ----- | ----------------- | ------------------- |
| U-401       | VII C | 10 avril 1941     | † 3 août 1941       |
| U-402       | VII C | 21 mai 1941       | † 13 octobre 1943   |
| U-403       | VII C | 25 juin 1941      | † 18 août 1943      |
| U-404       | VII C | 6 août 1941       | † 28 juillet 1943   |
| U-405       | VII C | 17 septembre 1941 | † 1er novembre 1943 |
| U-406       | VII C | 22 octobre 1941   | † 18 février 1944   |
| U-407       | VII C | 18 décembre 1941  | † 19 septembre 1944 |
| U-408       | VII C | 19 novembre 1941  | † 5 novembre 1942   |
| U-409       | VII C | 21 janvier 1942   | † 16 juillet 1943   |
| U-410       | VII C | 23 février 1942   | † 11 mars 1944      |
| U-411       | VII C | 18 mars 1942      | † 13 novembre 1942  |
| U-412       | VII C | 29 avril 1942     | † 22 octobre 1942   |
| U-413       | VII C | 3 juin 1942       | † 20 août 1944      |
| U-414       | VII C | 1er juillet 1942  | † 25 mai 1943       |
| U-415       | VII C | 5 août 1942       | † 14 juillet 1944   |
| U-416       | VII C | 4 novembre 1942   | × 12 décembre 1944  |
| U-417       | VII C | 26 septembre 1942 | † 11 juin 1943      |
| U-418       | VII C | 21 octobre 1942   | † 30 mai 1943       |
| U-419       | VII C | 18 novembre 1942  | † 8 octobre 1943    |
| U-420       | VII C | 16 décembre 1942  | ? 26 octobre 1943   |
| U-421       | VII C | 13 janvier 1943   | † 29 avril 1944     |
| U-422       | VII C | 10 février 1943   | † 4 octobre 1943    |
| U-423       | VII C | 3 mars 1943       | † 17 juin 1944      |
| U-424       | VII C | 16 avril 1943     | † 11 février 1944   |
| U-425       | VII C | 21 avril 1943     | † 17 février 1945   |
| U-426       | VII C | 12 mai 1943       | † 8 janvier 1944    |
| U-427       | VII C | 2 juin 1943       | R 8 mai 1945        |
| U-428       | VII C | 26 juin 1943      | × 3 mai 1945        |
| U-429       | VII C | 14 juillet 1943   | † 30 mars 1945      |
| U-430       | VII C | 4 août 1943       | † 30 mars 1945      |
| U-431       | VII C | 5 avril 1941      | † 31 octobre 1943   |
| U-432       | VII C | 26 avril 1941     | † 11 mars 1943      |
| U-433       | VII C | 24 mai 1941       | † 16 novembre 1941  |
| U-434       | VII C | 21 juin 1941      | † 18 décembre 1941  |
| U-435       | VII C | 30 août 1941      | † 9 juillet 1943    |
| U-436       | VII C | 27 septembre 1941 | † 26 mai 1943       |
| U-437       | VII C | 25 octobre 1941   | † 4 octobre 1944    |
| U-438       | VII C | 22 novembre 1941  | † 6 mai 1943        |
| U-439       | VII C | 20 décembre 1941  | × 4 mai 1943        |
| U-440       | VII C | 24 janvier 1942   | † 31 mai 1943       |
| U-441       | VII C | 21 février 1942   | † 6 août 1944       |
| U-442       | VII C | 21 mars 1942      | † 12 février 1943   |
| U-443       | VII C | 18 avril 1942     | † 23 février 1943   |
| U-444       | VII C | 9 mai 1942        | † 11 mars 1943      |
| U-445       | VII C | 30 mai 1942       | † 24 août 1944      |
| U-446       | VII C | 20 juin 1942      | × 3 mai 1945        |
| U-447       | VII C | 11 juillet 1942   | † 7 mai 1943        |
| U-448       | VII C | 1er août 1942     | † 14 avril 1944     |
| U-449       | VII C | 22 août 1942      | † 24 juin 1943      |
| U-450       | VII C | 12 septembre 1942 | † 10 mars 1944      |

## U-451 à U-500
| Désignation | Type  | Mis en service        | Mis hors service            |
| ----------- | ----- | --------------------- | --------------------------- |
| U-451       | VII C | 3 mai 1941            | † 21 décembre 1941          |
| U-452       | VII C | 29 mars 1941          | † 25 août 1941              |
| U-453       | VII C | 26 juin 1941          | † 21 mai 1944               |
| U-454       | VII C | 24 juillet 1941       | † 1er août 1943             |
| U-455       | VII C | 21 août 1941          | † 6 avril 1944              |
| U-456       | VII C | 18 septembre 1941     | † 12 mai 1943               |
| U-457       | VII C | 5 novembre 1941       | † 16 septembre 1942         |
| U-458       | VII C | 12 décembre 1941      | † 22 août 1943              |
| U-459       | XIV   | 15 novembre 1941      | † 24 juillet 1943           |
| U-460       | XIV   | 24 décembre 1941      | † 4 octobre 1943            |
| U-461       | XIV   | 30 janvier 1942       | † 30 juillet 1943           |
| U-462       | XIV   | 5 mars 1942           | † 30 juillet 1943           |
| U-463       | XIV   | 2 avril 1942          | † 16 mai 1943               |
| U-464       | XIV   | 30 avril 1942         | † 20 août 1942              |
| U-465       | VII C | 20 mai 1942           | † 2 mai 1943                |
| U-466       | VII C | 17 juin 1942          | × 19 août 1944              |
| U-467       | VII C | 15 juillet 1942       | † 25 mai 1943               |
| U-468       | VII C | 12 août 1942          | † 11 août 1943              |
| U-469       | VII C | 7 octobre 1942        | † 25 mars 1943              |
| U-470       | VII C | 7 janvier 1943        | † 16 octobre 1943           |
| U-471       | VII C | 5 mai 1943            | R 9 juillet 1963            |
| U-472       | VII C | 26 mai 1943           | † 4 mars 1944               |
| U-473       | VII C | 16 juin 1943          | † 6 mai 1944                |
| U-474       | VII C |                       | × en carène le 14 mai 1943  |
| U-475       | VII C | 7 juillet 1943        | × 3 mai 1945                |
| U-476       | VII C | 28 juillet 1943       | × 25 mai 1944               |
| U-477       | VII C | 18 août 1943          | † 3 juin 1944               |
| U-478       | VII C | 8 septembre 1943      | † 30 juin 1944              |
| U-479       | VII C | 27 octobre 1943       | † 27 novembre 1944          |
| U-480       | VII C | 6 octobre 1943        | † 24 février 1945           |
| U-481       | VII C | 10 novembre 1943      | R 19 mai 1945               |
| U-482       | VII C | 1er décembre 1943     | † 25 novembre 1944          |
| U-483       | VII C | 22 décembre 1943      | R 8 mai 1945                |
| U-484       | VII C | 19 janvier 1944       | † 9 septembre 1944          |
| U-485       | VII C | 23 février 1944       | R 12 mai 1945               |
| U-486       | VII C | 22 mars 1944          | † 12 avril 1945             |
| U-487       | XIV   | 21 décembre 1942      | † 13 juillet 1943           |
| U-488       | XIV   | 1er février 1943      | † 26 avril 1944             |
| U-489       | XIV   | 8 mars 1943           | † 4 août 1943               |
| U-490       | XIV   | 27 mars 1943          | † 12 juin 1944              |
| U-491       | XIV   | Construction en cours | Annulé le 23 septembre 1944 |
| U-492       | XIV   | Construction en cours | Annulé le 23 septembre 1944 |
| U-493       | XIV   | Construction en cours | Annulé le 23 septembre 1944 |
| U-494       | XIV   | Construction en cours | Annulé le 23 septembre 1944 |
| U-495       | XIV   | Construction en cours | Annulé le 23 septembre 1944 |
| U-496       | XIV   | Construction en cours | Annulé le 23 septembre 1944 |
| U-497       | XIV   | Construction en cours | Annulé le 23 septembre 1944 |
| U-498       | XIV   | Non attribué          |                             |
| U-499       | XIV   | Non attribué          |                             |
| U-500       | XIV   | Non attribué          |                             |

### Sources
- (de) Cet article est partiellement ou en totalité issu de l’article de Wikipédia en allemand intitulé « Liste deutscher U-Boote (1935–1945)/U 251–U 500 » (voir la liste des auteurs).

- (en) Cet article est partiellement ou en totalité issu de l’article de Wikipédia en anglais intitulé « List of U-boats of Germany » (voir la liste des auteurs).